# Ester Blenda Nordström
Ester Blenda Elisabet Nordström, född 31 mars 1891 i Stockholm, död 15 oktober 1948 i Stockholm, var en svensk journalist och författare. 
Nordström har kallats för Sveriges första undersökande reporter. Hon blev känd 1914 när hon under signaturen Bansai skrev reportageserien En månad som tjänsteflicka (grunden till boken En piga bland pigor) i Svenska Dagbladet om sina erfarenheter av en månads arbete som piga. Hon skrev också kritikerrosade flickböcker som bröt mot genrens konventioner och senare gav Astrid Lindgren inspiration till berättelserna om Pippi Långstrump.
Under sin levnad hann Nordström delta aktivt som journalist i det politiska spelet kring bondetåget, vara svenskt sändebud och bidra till att undsätta tusentals svältande under finska inbördeskriget, arbeta ett halvår som nomadlärarinna för samiska barn, rida mula på bergsstigar i Anderna, rapportera från en jordbävning i Japan, resa som luffare på godstågens underreden i Amerika, strida för rösträtt tillsammans med Elin Wägner samt delta i en flerårig expedition till Kamtjatka.
År 2017 utgavs en biografi om Nordström – Ett jävla solsken – av författaren Fatima Bremmer. Boken tilldelades samma år Augustpriset i den facklitterära kategorin.

## Biografi

### Uppväxt och studier
Ester Blenda Nordström var dotter till målarmästare Daniel Johan Nordström och Charlotta (Lotten) Wilhelmina Jansson. Hon var yngst i en syskonskara på fyra, med elva år äldre systern Agda, nio år äldre brodern Frithiof (sedermera tandläkare och entomolog) och sju år äldre systern Hildur. Ester Blenda Nordström blev faster till sångtextförfattaren Gunilla Sandberg.
Esters far Daniel var bondson. Han träffade sin blivande fru Lotten i Stockholm dit hon skickats med mjölk när hon arbetade som piga i Roslagen. Fadern skrev, tecknade och målade men istället för att satsa på sina konstnärsdrömmar tog han över den målerifirma där han börjat som gesäll och arbetat sig upp som mästare. Faderns affärer gick bra.
Sin tidiga barndom tillbringade Ester, ofta kallad "Essan", växelvis i lägenheten på Kungsholmsgatan 7 i Stockholm och i Småland på familjens gård, Länsmansgården, Ryafors i Ränte, strax utanför Ljungby, som pappan hade köpt. Hon önskade ofta att hon istället hade varit en pojke eftersom de fick leva så mycket friare. Sin rastlöshet stillade hon genom att vara utomhus, utforska naturen, leka farliga lekar, springa och cykla snabbt, och genom sitt skrivande.
Småland var den plats Ester Blenda Nordström kallade sitt barndomshem. När fadern tröttnat på att pendla mellan Stockholm och Ryafors sålde han gården då Ester var sex år och familjen flyttade till Stockholm, där de bodde på heltid under två år. När utbyggnaden av järnvägsnätet möjliggjorde snabbare transporter köpte han en tomt utanför Ljungby där han lät bygga Villa Åbyfors där han på 1890-talet även anlade en kraftstation samt drog fram el till huset – den första kraftstationen i denna del av Småland. Ester Blenda Nordström trivdes med livet på Åbyfors. Hon cyklade runt till granngårdarna för att leka med bondbarnen och lärde sig många av de typiska sysslorna, som att mjölka och köra häst och vagn.
Ester gick inte i skolan, utan undervisades i hemmet av privatlärare, men ansågs "arbetsovillig". Hennes upptåg blev fler, farligare och resulterade i stryk, husarrest och förbud. När hon var 13 år tog tålamodet därhemma slut, och efter familjeöverläggningar skickades hon till farbror Håkan, kyrkoherde för Villstads pastorat i Villstad, en liten by utanför Gislaved. Förhoppningen var att ett år i en högkyrklig miljö skulle kurera tonåringens olämpliga sinnelag samt åtgärda hennes dåliga betyg. Men farbrodern som ansågs vara intelligent, kunnig, god talare och en synnerligen älskvärd sällskapsmänniska visade fram helt andra sidor som uppfostrare. Ester Blenda Nordström beskriver i sitt självbiografiska manuskript till Märta Lindqvist hur hon bestraffades med risbastu på bara stjärten av kyrkoherden, och hur hon tog sin gruvliga hämnd.
Hemma i Stockholm igen fick hon en ny lärare, men betygen fortsatte att dala. Vid 16 års ålder flyttade hon med familjen till en stor våning på Kungsholmsgatan 29. Då hade brodern Frithiof redan flyttat hemifrån, tagit tandläkarexamen, startat egen praktik och stod i begrepp att gifta sig med Gerda von Porat, prästdotter från Tumba och släkt med farbror Håkans fru. Ester och Gerda blev goda vänner och det livet ut.
Ester Blenda Nordström började först på Wallinska flickskolan och fick bättre betyg, och när hon sedan bytte till Palmgrenska samskolan för både pojkar och flickor fortsatte betygen att förbättras, förutom det i uppförande. Inför hennes studentexamen anställde familjen en extralärare och Nordström fick betyget "med beröm godkänt" för sitt uppsatsskrivande i svenska.
Familjens förmögenhet ökade och tillät fadern att köpa flera tomter vid Skurusundet på Värmdö utanför Stockholm. Där, i nära anslutning till Ekenäs brygga och Waxholmsbåtarna, uppfördes familjens Ekefors med tolvrumsvilla och rymlig målarateljé. Daniel Nordström hade fått det hedrande uppdraget att måla 21 landskapsbilder i taket på nyrestaurerade salongen Grand Restaurang National, nuvarande Nalen, på Regeringsgatan 74.

### Yrkesliv

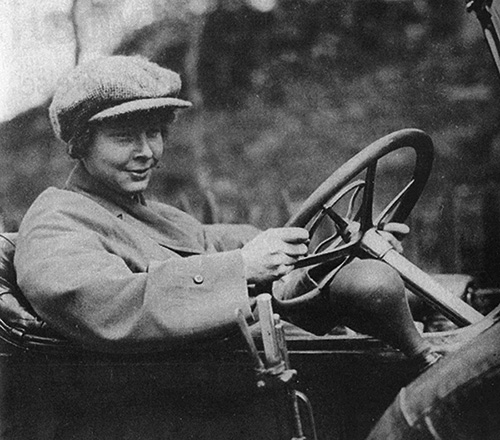
Ester Blenda Nordström (1920) bakom ratten.

Ester Blenda Nordström började 1911, när hon just hade fyllt 20 år, arbeta som volontär på Stockholms Dagblad. Hon var då yngst av alla Stockholmsjournalister.
Tidningens tre kvinnliga reportrar tog väl emot henne och förklarade vad som gällde på redaktionen. Nordström skrev sina första egna artiklar under pseudonymen "Pojken" och märkte en svårighet att som kvinna göra anspråk på tyngre uppdrag. Men yrket som reporter passade henne och hon lärde sig snabbt. Hon utvecklade en egen aktiv intervjuteknik där hon lät vanliga personer, särskilt barn, komma till tals i oredigerad form och med dialekt och slanguttryck, något som inspirerade övriga journalister att ta efter. Hon skaffade sig så småningom en egen slagfärdig och rapp stil, även i sina nyhetsartiklar.
Elin Wägner var en av hennes förebilder, och när de träffades blev de vänner för livet. Trots yttre olikheter upptäckte de att de hade mycket gemensamt. De saknade akademisk examen, hade rötterna i Småland, hade periodvis uppfostrats av dominerande, kyrkliga män och accepterade inte rollen som "bara en flicka".
Wägner introducerade Nordström i Ligan. Det var ett nätverk för några av de så kallade pennskaften, kvinnliga Stockholmsjournalister som hade träffats sedan början av 1910-talet för att diskutera löner och arbetsvillkor, och för att ta saken i egna händer. Detta var Nordströms första möte med den organiserade kvinnoaktivismen, och där kände hon sig accepterad för den hon var.
Under våren 1912 fick den 21-åriga Blenda Nordström ett vikariat på Dagens Nyheter. Där muntrade hon ofta upp sina kollegor, berättade Ellen Rydelius i sina memoarer 40 år senare. Nordström började fotografera och fick sina bilder publicerade under en tid när det fortfarande var ovanligt med bilder i tidningen.
Efter drygt sex månader på Dagens Nyheter fick Ester Blenda Nordström erbjudande om en fast tjänst på Svenska Dagbladet, där redaktionssekreteraren Ewald Stomberg, som introducerade den så kallade aktiva journalistiken i Sverige, ville göra henne till ett av sina profilnamn. Hon accepterade erbjudandet och tog sig även en ny signatur, "Bansai", det japanska seger- och stridsropet som skallat så många gånger under Olympiska sommarspelen 1912 i Stockholm och där hon suttit på läktaren och hejat. Hennes krönikor signerade Bansai blev snabbt populära hos läsarna och lyftes fram i tidningens prenumerationsvärvningskampanjer.
Inför bondetåget till Stockholm i februari 1914 följde Ester Blenda Nordström utvecklingen både privat och som journalist och blev en av böndernas viktigaste röster i opinionsbildningen. Hon agerade även rent praktiskt genom att upplåta sitt hem på Kungsholmen till fem bönder från hemtrakterna i Småland. Dessutom anordnade hon en supé för alla tillresta smålänningar på Grand Royal bakom Grand Hotel, efter demonstrationen 6 februari då över 30 000 bönder deltog.

#### En piga bland pigor

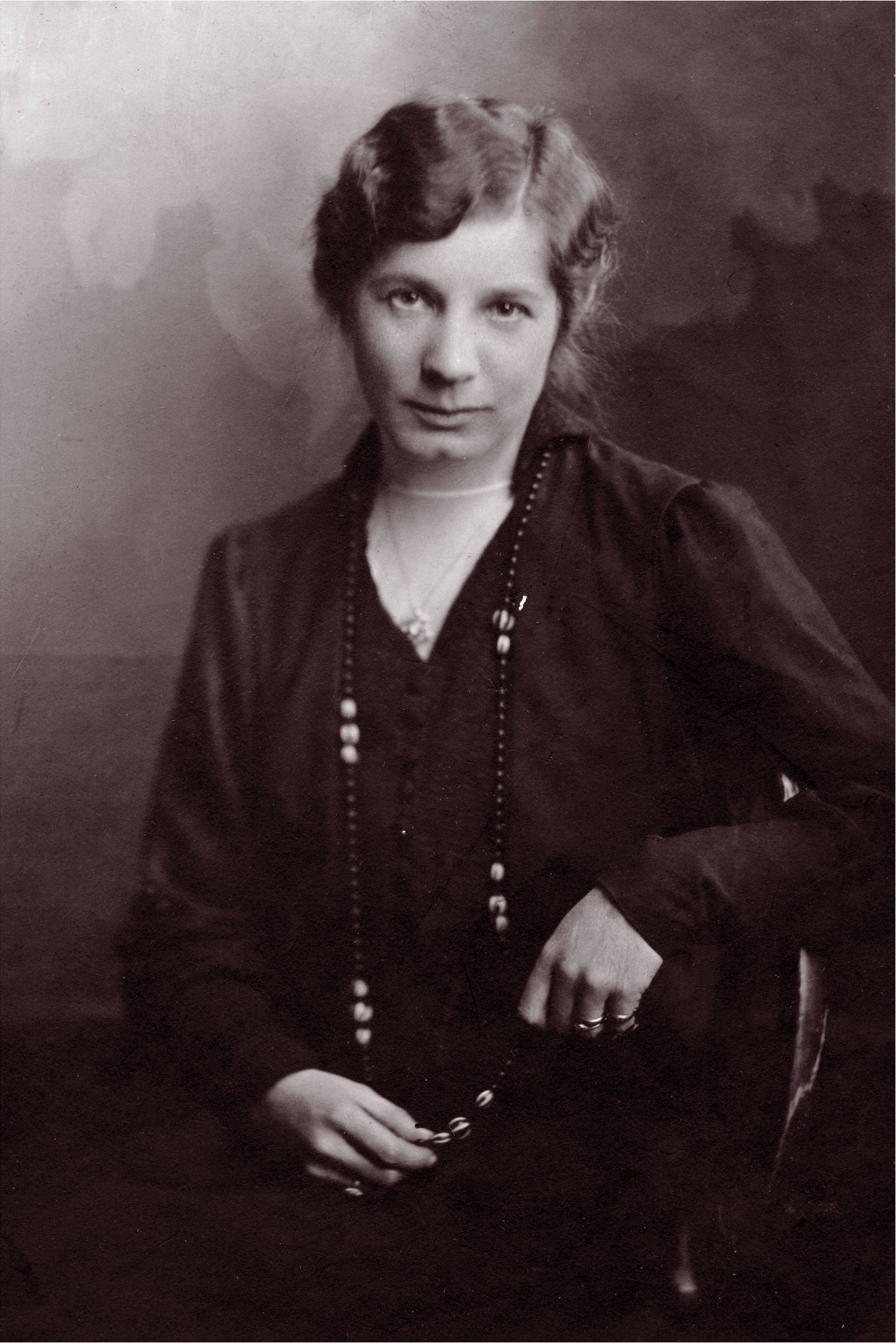
Elin Wägner (på 1920-talet), som medverkade i Nordströms planer på wallraffande som piga.

Under våren 1914 planerade Nordström tillsammans med Elin Wägner det som ingen annan svensk reporter tidigare hade gjort. Utklädd till piga tog hon tjänst på en stor bondgård utanför Nyköping för att undersöka varför unga kvinnor flydde pigplatserna för att utvandra till Amerika. Under maj månad 1914 försökte hon bli en av dem för att kunna skildra deras verklighet så sanningsenligt som möjligt.
Åter på redaktionen hade hon alls ingen lust att skriva om sina upplevelser, men gjorde det ändå mot löfte om en ny semestermånad istället för månaden som piga. Samma dag som hennes första artikel under signaturen Bansai publicerades avlossades skotten i Sarajevo mot Österrikes tronföljare Franz Ferdinand och hans hustru Sophie von Chotek.
Trots attentatet och det annalkande första världskriget fortsatte tidningen att publicera Bansais artiklar under samlingsnamnet En månad som tjänsteflicka på en bondgård i Södermanland. Det sista av sammanlagt nio reportage i Svenska Dagbladet publicerades 2 september, men redan dessförinnan hade förlaget Wahlström & Widstrand erbjudit sig att ge ut artiklarna som bok, och Bansai lovat att bidra med ytterligare material. Redan i november samma år utkom boken En piga bland pigor och med det mer artistiskt klingande författarnamnet Ester Blenda Nordström. Priset var två kronor och tjugofem öre, vilket på den tiden motsvarade drygt fyra dagars arbete för normalbetalda pigor. Första upplagans 1 500 exemplar tog omgående slut, och fram till december 1914 hade fem upplagor tryckts och sålts slut; boken kom under de kommande åren att sammanlagt ges ut i femton upplagor och 35 000 exemplar. Som teaterpjäs slog den rekord på Lilla Teatern i Göteborg med 175 spelade föreställningar, och som en 56 minuter lång spelfilm erövrade den landets biografer 1924.

#### MotbokenEtt pennskaft som piga
Elin Wägner och Ester Blenda Nordström hade ingen tanke på eventuella konsekvenser när de planerade Esters "sociologiska undersökning" som piga bland pigor, mer än att de skildrade personerna självklart skulle vara anonymiserade. Men till slut nådde Bansais artiklar även fram till Jogersta, gården där Ester arbetat förklädd till piga. Tidningsbilden där en del av gården syntes bakom den leende Ester Blenda Nordström i huckle var bonden Anton Holtz egen bild som han hade lånat ut till "sin piga".
Bondhustrun Ida Holtz kände sig uthängd och hånad inför både svenska folket och kvinnorna i granngårdarna och skrev ett förbittrat brev till Nordström, som genast svarade med ett långt försvarstal. I detta försökte hon intala Ida Holtz att det inte enbart var Jogersta och dess invånare som skildrats i artiklarna utan även andra bondgårdar, bondfamiljer och tjänstefolk som hon kommit i kontakt med under sin uppväxt i Småland. Dagen därpå skrev hon även ett brev till pigan Sigrid och bedyrade att det var många unga pigor som dolde sig bakom pigan "Anna" i artiklarna.
Anton Holtz försökte få ett genmäle publicerat i Svenska Dagbladet, men tidningen vägrade och påpekade att varken gårdens eller dess invånares namn hade använts. Då vände sig Anton Holtz till Dagens Nyheter, som skrev notisen "Ord mot ord" där Holtz fick rådet att påskynda skrivandet av en motbok. Den fick namnet Ett pennskaft som piga – svar av Bonn i Taninge och utgavs 1915 av Åhlén & Åkerlund.
Ester Blenda Nordström tappade arbetslusten och flydde kändisskapet, kritiken och Stockholm. Hon drog sig tidvis undan till mamma Lotten på Åbyfors och faster Sofi i Varberg, och ägnade tid åt både gamla och nya vänner.

#### Carin Waern Frisell

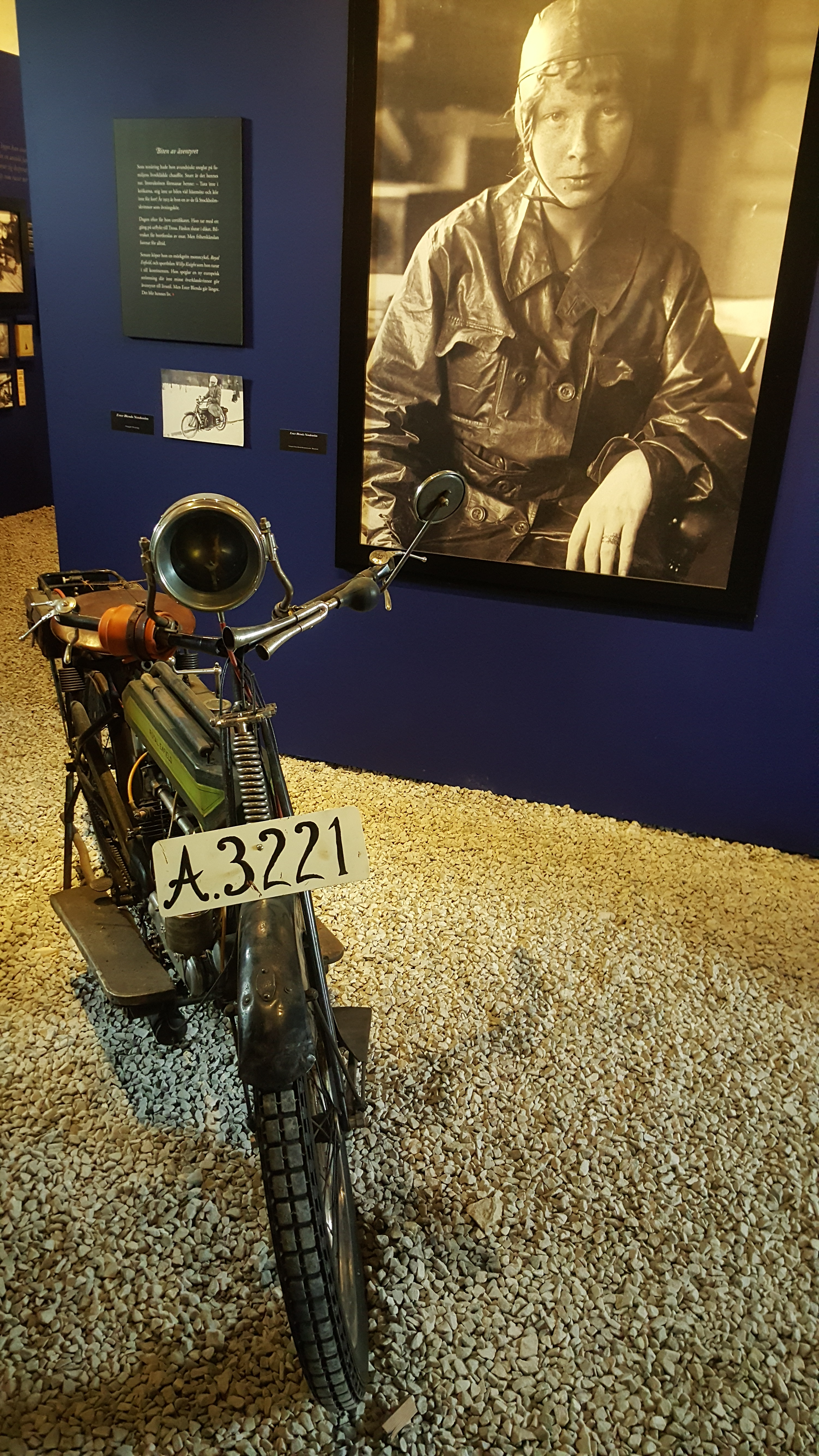
Nordströms motorcykel.

Nordström gjorde ofta långa utflykter med Carin Waern Frisell. Henne hade hon troligtvis träffat i samband med den internationella rösträttskongressen i Stockholm (1911) som Elin Wägner hade varit med och förberett, alternativt i några andra rösträttssammanhang, som i den liberala, politiska salong Frisells mor Stina Waern Frisell höll i familjens patriciervilla på Karlavägen på Östermalm.
Carin Waern Frisell var en av de få vänner Ester Blenda Nordström hade tagit sig tid att träffa utanför tidningsvärlden. Waern Frisell hade inget yrke och förväntades inte ha något heller, eftersom hennes mor kom från släkten Wærn och fadern Erik Frisell var en så framgångsrik företagsledare att dottern kunde leva på familjens förmögenhet resten av livet. Erik Frisell var vd för Grängesbergsbolaget och LKAB. Brodern Sven utbildades för att gå i faderns fotspår, men för Carin fanns inga planer. Hon fick ägna sig åt välgörenhet och enstaka värdinneuppdrag. Men hon hade en äventyrlig ådra och tvekade inte att följa med Ester Blenda Nordström på motorcykelturer långt utanför stan.
Carin Waern Frisell dök ständigt upp mellan Ester Blenda Nordströms arbetsresor och andra åtaganden. Hon syntes på fotografier och i reseanteckningar. Utåt sett var de väninnor, men i från kvarvarande brev har eftervärlden konstaterat att det snarare var en kärleksrelation, något som var tvunget att hemlighållas då en sådan relation var straffbar fram till 1944 och homosexualitet var sjukdomsklassat fram till 1979.

#### Hjalmar Lundbohm

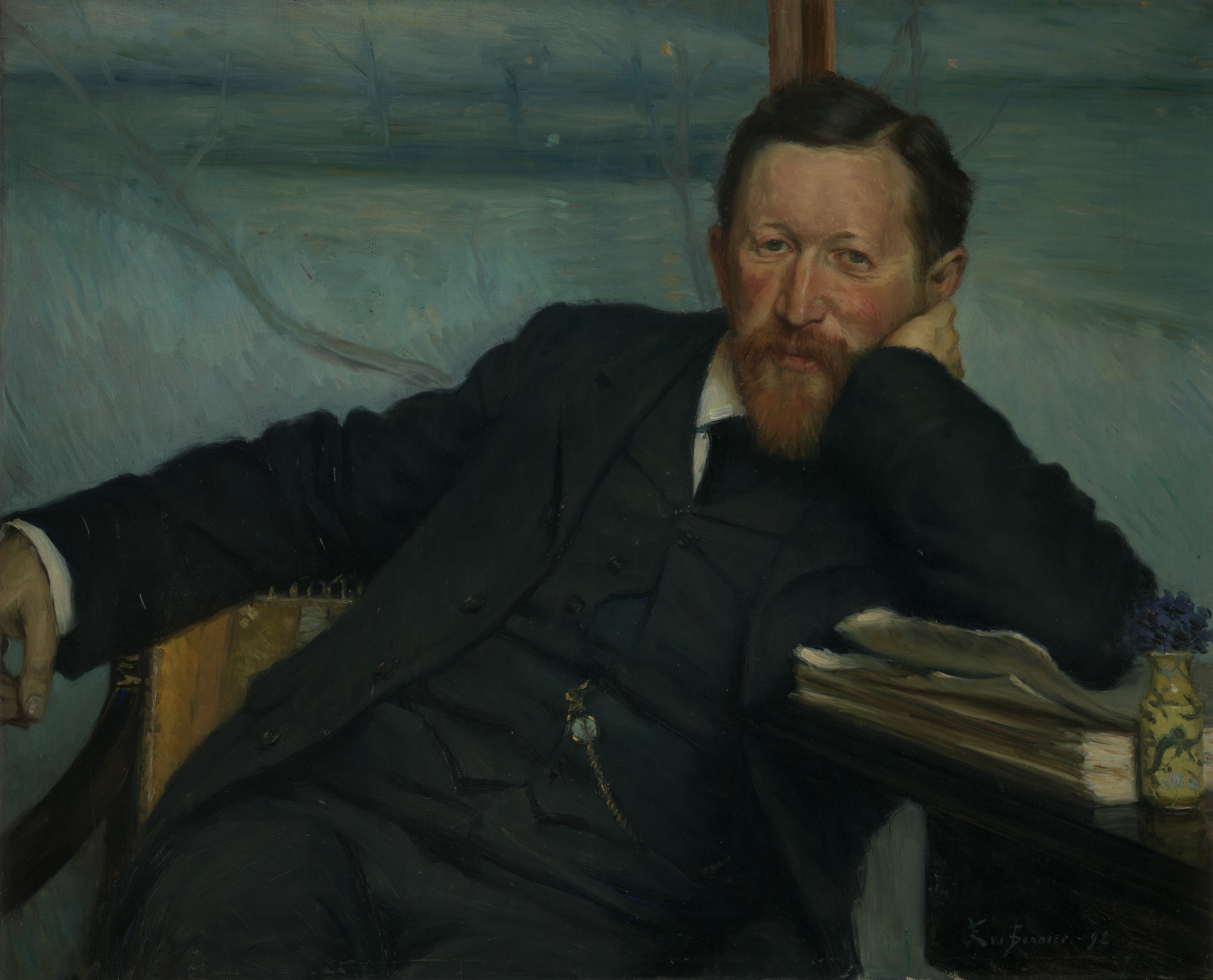
Hjalmar Lundbohm, ny vän i Lappland (målad av Eva Bonnier, 1892).

Genom familjen Waern Frisell träffade Ester Blenda Nordström "Kirunakungen" Hjalmar Lundbohm. De båda hade mycket gemensamt: drivet, rastlösheten och suget efter nästa projekt. Åldersskillnaden på 36 år verkade inte spela någon roll när de gick på de många föreställningarna och middagarna tillsammans. Lundbohm hade ett stort kulturellt intresse, och bland hans vänner fanns prins Eugen, August Strindberg, Albert Engström, Anders Zorn och Carl Larsson. Lundbohms vänner blev inom kort även Nordströms vänner. 
I december 1914 reste Ester Blenda Nordström till Lappland för att i fem artiklar berätta för Svenska Dagbladets läsare om samernas vardag, seder och traditioner. Hon skrev till sin svägerska Gerda att hon mådde som en gud och helst ville stanna där för alltid. Planen för hur hon skulle komma bort från Stockholm och stanna i Lappland utarbetade hon under den månadslånga reportageresan. Hon skulle arbeta som vandrande nomadlärare hos de finskspråkiga samerna i Saarivuoma sameby i Övre Soppero. Hon fick tjänstledigt från tidningen hela 1915, och under våren bodde hon hos Lundbohm i Kiruna medan hon lärde sig finska för att kunna undervisa barnen.
En av Lundbohms vänner var doktorn och rasbiologen Herman Lundborg, som med hjälp av Lundbohms stora kontaktnät nådde lokalbefolkningen för sina fältstudier – även om Lundbohm var kluven till Lundborgs arbete. Lundbohm ville hålla isär den samiska kulturen från den svenska för att värna det han upplevde som unikt och inte för att som Lundborg leta defekter och bevis för en lägre stående ras.

#### Nomadlärarinna hos kåtornas folk

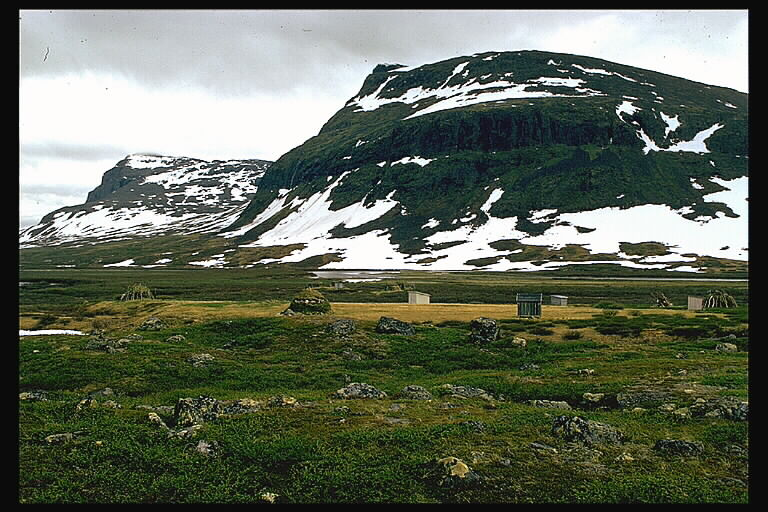
Kårtjevuolle sommarviste.

Första maj 1915 tillträdde Ester Blenda Nordström den tillfälliga tjänsten som nomadlärarinna, och i svår vårstorm följde hon med samerna upp till sommarvistet. I skolkåtan undervisade hon 14 elever som var mellan 7 och 15 år gamla och uppdelade på tre klasser utifrån ålder och skolvana.
Likadana skolkåtor fanns då runtom i alla fjällmarker i Lappland, fyllda med samebarn som skulle undervisas enligt det nya enhetliga skolsystemet för att bli goda, kristna medborgare. Men de skulle även undersökas av Herman Lundborg och hans assistenter, utrustade med skjutmått och andra mätverktyg. Barnen kläddes av nakna och fotograferades utan föräldrarnas tillåtelse i nio återkommande positioner, blev nummer i tjocka album och kategoriserades som "imbecill", "rå", och "av blandrastyp".
Ester Blenda Nordström nämnde aldrig detta kollektiva övergrepp på den samiska befolkningen i artiklarna hon skickade till Svenska Dagbladet. Hennes artiklar var välvilliga och romantiserande och hon uttryckte samhörighet och solidaritet med samerna, men bilden av ett avartsfolk nyanserades inte utan förstärktes. Hon framförde kritik mot det föråldrade undervisningssystemet, sameskolorna och undervisningsmaterialet och att det måste förändras, så barnen skulle få lära sig utifrån sin egen miljö med illustrationer på pulkor, renar och vargar i läroböckerna. Hennes artiklar stödde i mycket anhängarna till den dominerande inställningen att "lapp ska vara lapp" och användes som underlag till politiska inlägg för fortsatt segregering och slutet skolsystem, i strid mot många samers önskan. Detta var något som gynnade Herman Lundborg och andra rasbiologer.
Nordström hade svår separationsångest när hon skulle lämna sina elever och sommarvistet hösten 1915 för att återvända till Stockholm och stressen som hon visste väntade där. Hon flyttade in i sin syster Hildurs lägenhet på Hantverkargatan 39, och tillsammans var de utmärkta värdinnor för besökande konstnärer, författare, politiker och industriledare.
I början av 1916 hade Ester Blenda Nordström börjat arbeta med sammanställningen av sitt Lapplandsmaterial till en bok Lundbohm skulle ge ut. Under tiden fortsatte hennes uppmärksammade artikelserie om halvåret som nomadlärarinna att publiceras, en artikelserie som spädde på debatten kring samernas villkor, skolgång och framtid. De sista två Lapplandsartiklarna publicerades i februari och mars 1916.
Nordströms bokskrivande gick trögt. Hon hade avvisat vännen Hjalmar Lundbohms frieri, vilket gjort honom helt förkrossad. Så hon försökte få skrivro på gården Bäcka i Dalarna tillsammans med systern Agda och mamma Lotten, som hade fått hälsoproblem efter maken Daniels alltför tidiga död sommaren 1915. Skrivandet kom ändå inte igång, trots att Carin kom och hälsade på och stannade länge. Till sist insåg Ester Blenda Nordström att hon inte kunde återvända till Svenska Dagbladet igen med de långa arbetspassen och de berusande festerna däremellan. Hon behövde styra själv över sin egen tid för att skrivandet skulle bli lustfyllt och lugnande igen.
Elin Wägner och Ester Blenda Nordström bestämde sig under våren 1916 för att resa iväg och skriva tillsammans. Nordström ville skriva färdigt sin bok om Lappland för att få in pengar. Men när de väl kom iväg till byn Bön i Värmland, nära norska gränsen, gav skrivkrampen först inte med sig. Först när Wägner gjorde ett strikt schema för hur ofta och länge Nordström måste stanna i deras gemensamma arbetsrum och skriva växte boken Kåtornas folk fram, en bok som kom att översättas till både engelska och tyska och innebar Ester Blenda Nordströms internationella genombrott.

### Drömmen om att bli bonde och flickboksförfattare

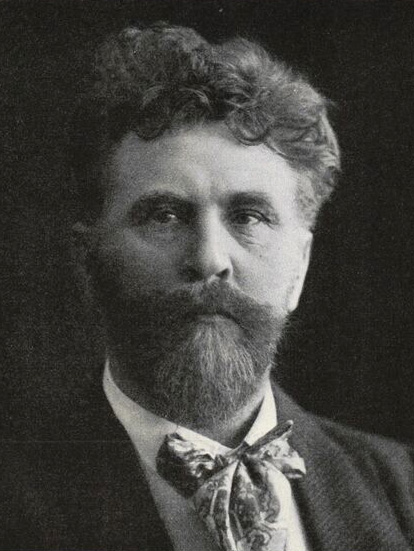
Per Jönson Rösiö (1916), grundaren av Nordiska lantbruksskolan Hagaberg där Nordström studerade.

Redan under sommaren i Värmland med Elin Wägner började Ester Blenda Nordström smida på sin nästa plan, att bli bonde på riktigt. Men först måste hon gå på lantbruksskola.
Sista juni 1917 sade Nordström upp sig från Svenska Dagbladet för att utbilda sig till bonde. Men på den tiden fanns det få avancerade lantbruksutbildningar som kunde tänka sig att ta emot kvinnor. Efter en vitsordad sommarpraktik lyckades hon dock till slut bli antagen som extraelev vid Ultuna lantbruksinstitut utanför Uppsala och började där hösten 1917.
Hon flyttade hem till tryggheten hos mamma Lotten på Ekefors, där hennes rum alltid stod redo. Hösten 1918 antogs Ester Blenda Nordström som enda kvinna till Sveriges största lantbruksskola, Nordiska lantbruksskolan Hagaberg, grundad av lantbruksreformatorn Per Jönson Rösiö som även undervisade själv. Nordström kämpade och lyckades väl med de krävande studierna. Hon hann även med att skriva sin första flickbok, om den impulsiva vildhjärnan Ann-Mari Lindelöf.
Det var Ester Blenda Nordströms egen uppväxt som skildrades och drömmen om att få välja sitt liv själv och bli självförsörjande bonde med egen gård. Boken fick titeln En rackarunge, utgavs av förlaget Wahlström & Widstrand i en första upplaga på 5 000 exemplar hösten 1919 och trycktes sedan om i många upplagor. Bokförlaget Bakhåll gav ut en nyutgåva i november 2018 Läsarna tog emot boken med öppna armar och recensenterna kallade Ester Blenda Nordström för en nyskapande flickboksförfattare. Det blev en hel serie böcker om rackarungen, liksom följetonger i radio och på film.

### Hjältinna under finska inbördeskriget
Matknapphet hade blivit allt svårare i Sverige på grund av handelsblockader och medföljande prishöjningar. Men situationen i Finland var än värre, och där höll hela socknar på att svälta ihjäl. En svensk kommitté för "det hungrande Finland" tillsattes under senhösten 1917, och den beslöt att skicka iväg en orädd driftig person som talade finska, hade lokalkännedom om Lappland och snabbt skulle kunna överblicka svältens omfattning och de insatser som behövdes. Ester Blenda Nordström utsågs som lämplig person för uppdraget.
6 december 1917 förklarade sig Finland självständigt. 27 januari 1918 hissade socialisterna upp en röd lykta i tornet på Folkets hus i Helsingfors, vilket blev signalen för revolution i den nya republiken. Finska inbördeskriget utbröt – de röda mot de vita. På några månader stupade eller avrättades nästan 40 000 människor, och civilbefolkningen drabbades hårt då svält och sjukdomar följde i krigets spår.
8 mars reste Ester Blenda Nordström över gränsen till Finland via Pajala. Därifrån fortsatte färden på skidor till svältdrabbade gårdar, och Nordström insåg att det var bråttom att få fram nödhjälp. 9 mars skickade hon iväg hon en artikeltext till Svenska Dagbladet med en vädjan om hjälp till de svältande i Finland. Artikeln publicerades 15 mars. Redan dagen därpå började pengar strömma in, den första hjälpsändningen på ett ton färskt, fett nötkött kom fram efter någon vecka till Övertorneå, och mottagandet i Kolari kyrkoby skildrades av Nordström den 25 mars. En andra stor hjälpsändning på 6 ton spannmål, grönsaker och rotfrukter anlände i början av april och fördelades lika mellan Kolari och grannsocknen Muonio, där nöden var lika stor. Nordström försökte även ta sig fram till andra nordfinska socknar med mat, men det leriga väglaget gjorde det omöjligt. Kort därefter fick hon det dystra beskedet hemifrån att folkhushållningskommissionen i Sverige vägrade utfärda fler exportlicenser. Då fick Ester Blenda Nordström besviken återvända till Stockholm och rapportera till sin uppdragsgivare att hon ansåg sitt arbete avslutat, trots vetskapen om att många nödställda lämnades att dö.

### Äventyrlig resenär

#### På mula över Anderna

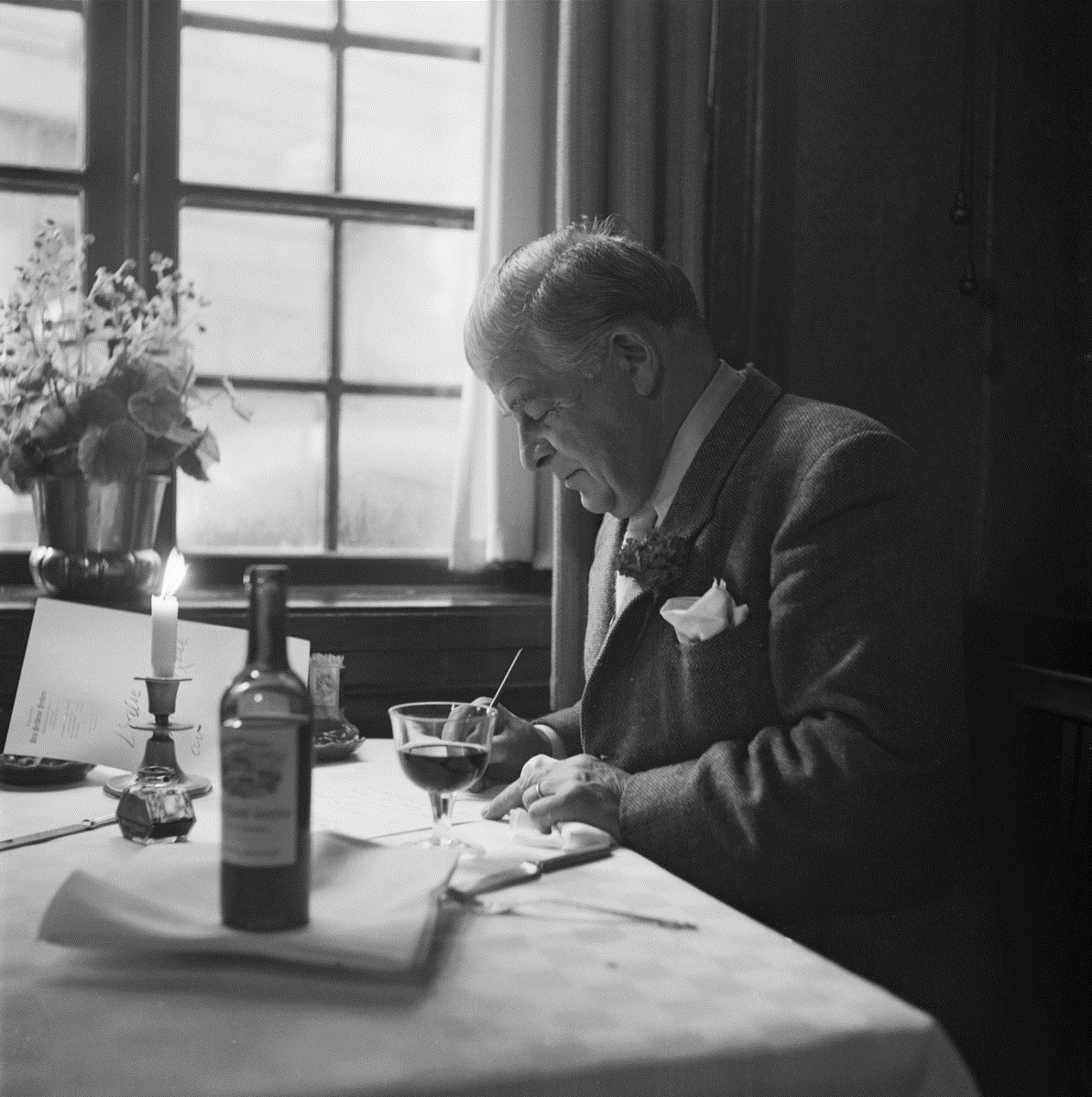
Evert Taube (på Den Gyldene Freden, 1951), som inspirerade Nordström till hennes Anderna-resa.

Inspirerad av vännen Evert Taube, som hon lärt känna på Stockholms krogar 1919, och hans berättelser om sina många resor begav sig Ester Blenda Nordström med båten M/S Balboa mot Sydamerika och Anderna i januari 1920.
Innan avfärden intervjuades hon av Svenska Dagbladet och lovade då skriva flera frilansreportage som Bansai från de exotiska resmålen. Under den sju veckor långa resan lärde hon känna den norska tecknaren Alice Thorne, kallad "Alibaba", som hon slog följe med under halvåret i Sydamerika.
I Buenos Aires bodde "Alibabas" kusin som bjöd in dem till några dagars lyxliv och festande med hans norska överklassvänner innan de skulle ut på sina strapatser. De planerade att rida på mulor från Argentina och hela vägen till Chile via Inkarikets stigar, och utforska Anderna på riktigt och inte som turister. De hade resetillstånd och visum klara, men inte tillräckligt med beskydd enligt den svenska envoyén Carl Hultgren, som visste hur skoningslösa bergsrövarna var. Han kontaktade Argentinas president, vicepresident och statssekreterare, som försåg resenärerna med nödvändiga dokument för hela färden samt en stab på fyra man, en poliskommissarie, en gaucho och två gendarmer, beväpnade till tänderna. Ester Blenda Nordström och Alibaba fick ikläda sig praktiska ridkläder så att det inte syntes att de var kvinnor. Det blev långa och ansträngande dagsritter med ridsår, men de vackra vyerna var mödan värd.
Ester Blenda Nordström blev plötsligt så sjuk i diarré och feber att de fick ta en paus och återvända till Alibabas kusin för intensivvård. När hon hade återhämtat sig kom påtryckningar från förlaget om att skriva en uppföljare till En rackarunge, och sommaren 1920 reste hon hem igen. Med på hemresan följde Nordströms nya husdjur: en papegoja och silkesaporna Noak, Efraim och Tjing-tjing.
Nästa bok om Ann-Mari skrev Nordström klart i Lappland under vårvintern 1921. Den fick titeln 15 år – några blad ur en rackarunges liv, utkom samma höst och blev väl mottagen.

#### Luffarliv i Nordamerika

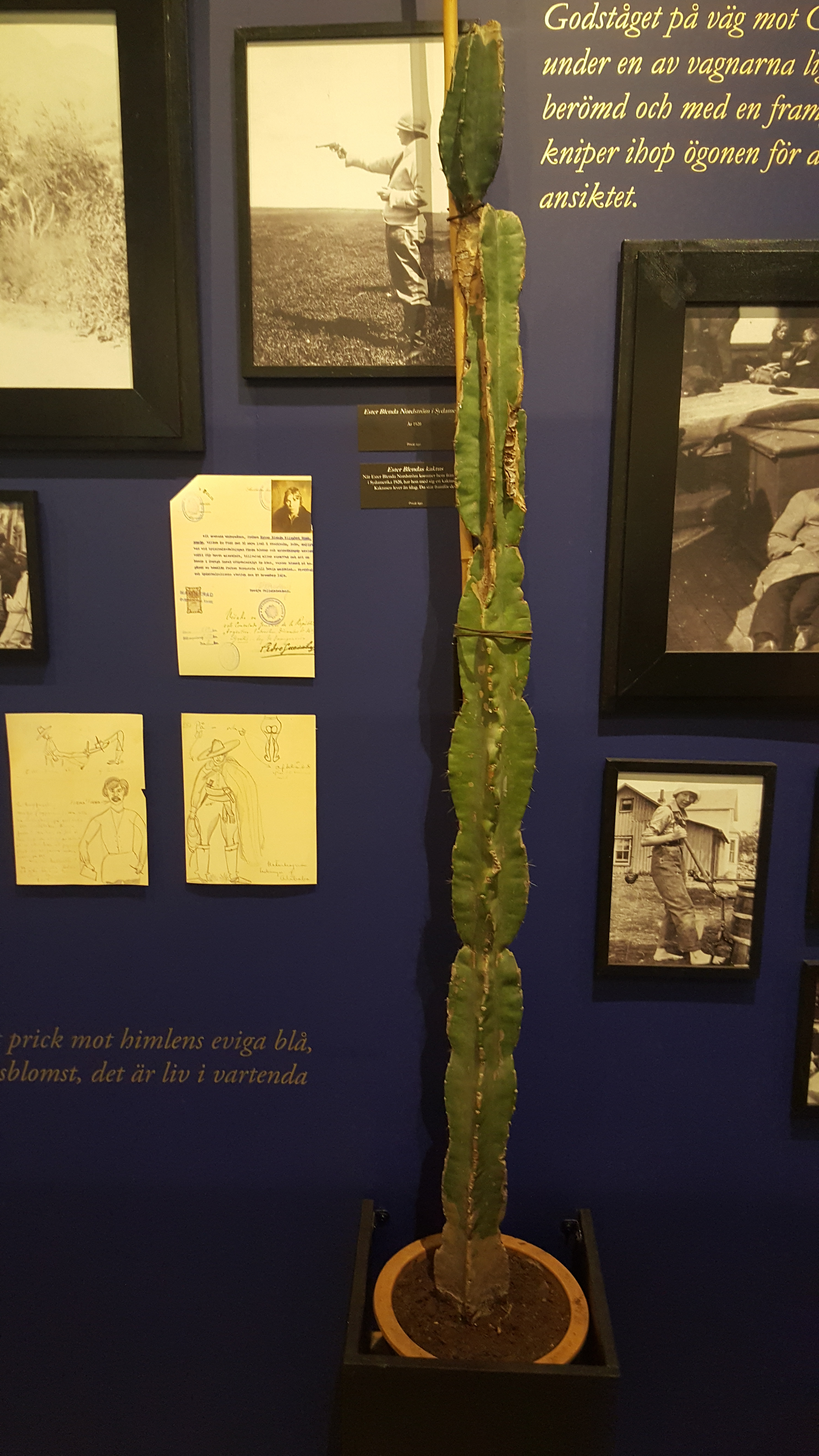
Från Sydamerika fick Nordström med sig en kaktus, som 2019 ännu levde.

Ester Blenda Nordströms nästa projekt var att 1922 följa i de svenska emigranternas fotspår till Nordamerika och följa upp deras drömmar om ett bättre liv på andra sidan Atlanten. Hon reste i tredje klass och med bara de drygt 50 dollar i fickan som krävdes som betalning vid landstigningen, detta eftersom hon ville resa på samma villkor som de andra tredjeklasspassagerarna på Skandinavien-Amerikalinjens fartyg S/S Hellig Olav. Emigranterna utsattes för två förödmjukande läkarbesiktningar innan de släpptes ombord på fartyget, och när de anlände till Ellis Island vid Hudsonflodens mynning i New York undersöktes de ingående igen. Nordströms kabinettspass väckte kontrollanternas misstänksamhet, hennes avsikter med resan ifrågasattes och hon sattes i fängsligt förvar tillsammans med andra emigranter som passkontrollanterna ogillat. Hon och andra misstänkliggjorda svenskar räddades sedan av pastorn Axel Helander som drev Lutherska Immigranthemmet i New York.
Nordström blev imponerad av New Yorks gatuvimmel där självförsörjande, frigjorda och moderna 1900-talskvinnor utgjorde ett naturligt inslag, när de strömmade ut från sina arbetsplatser: butiker, banker och kontor efter klockan fem på eftermiddagarna. Nästa anhalt blev Chicago, den största svenskstaden i Amerika. Där skulle hon överlämna en gåva från Sven Hedins syster Alma Hedin till Othelia Myhrman, som hade emigrerat från Finspång som 16-åring och vid 65 års ålder var ett levande exempel på en utvandrare som hade lyckats. Tillsammans med sin man drev hon den framgångsrika arbetsförmedlingen Swedish National Employment Agency, som de rikaste familjerna i staden rekryterade sin personal från. Hon var även en förkämpe för att bevara det svenska kulturarvet och ordförande för Swedish Women's Club i Chicago, och hade belönats med flera utmärkelser för sina insatser av den svenska regeringen. Hon och Ester Blenda Nordström fann varandra och grundlade en omedelbar och bestående vänskap.
Från Chicago reste Ester Blenda Nordström till Minneapolis för att hälsa på släktingar som utvandrat. På nattåget dit blev hon rånad och kunde inte ens skicka ett telegram hem för att be om mer pengar utan fick ta jobb som servitris och körsbärsplockare. Efter att hon besökt en svensk farm i Minnesota och hjälpt till i jordbruket bestämde hon sig för att ta tåget igen rakt ut i ingenstans och kliva av vid en slumpmässigt vald station.
Hon planerade att till fots ta sig till mormonerna i Salt Lake City. På vägen träffade hon på andra luffare som delade med sig av sina tips om hur man bäst tog sig fram utan kostnad genom att ligga tvärs över tågens bromsstänger och hålla i sig ordentligt, och hur man undgick upptäckt. Ester Blenda Nordström provade och klarade sig som genom ett under helskinnad från det äventyret och tjuvåkte därefter istället i godsvagnar resten av vägen till Colorado. Sedan liftade hon, arbetade några dagar här och var för uppehället och intervjuade under resans gång svenska emigranter. De verkade alla vara överens om att Amerika inte var mycket bättre än Sverige, men hade valt att stanna för att chansen att tjäna pengar och ge barnen en bättre framtid var större där.
Väl framme i Salt Lake City stannade Ester Blenda Nordström betydligt längre än hon hade tänkt och bodde med mormonerna, vilka hon trivdes utmärkt hos. I artiklarna hem avlivade hon myterna om att de skulle äta småbarn och vara polygamister. De levde bara efter sina egna regler, precis som hon själv. Med Santa Fé-linjen via El Paso lämnade hon därefter Södern och åkte tillbaka till Chicago. Då var det redan höst och hon tog tjänst som underköksa i ett av stadens förnämsta hus, via Othelia Myhrmans arbetsförmedling, medan hon skrev vidare på sin resedagbok. I november hade hon varit borta från Sverige i sex månader och hemlängtan fick henne att ta Svenska Amerika Liniens oceanångare S/S Drottningholm tillbaka över Atlanten till Göteborg.
I november 1923 kom reportageboken Amerikanskt ut i 10 000 exemplar. Den omnämndes som årets största boksuccé.

#### Kamtjatka, i skuggan av en vulkan
Ester Blenda Nordströms bror Frithiof var vän med den svenske upptäcktsresande entomologen René Malaise, just hemkommen från en första resa till Kamtjatka och med planer på en ny resa dit. Denna gång lyckades Ester Blenda Nordström med det som krävdes för att få en plats i expeditionen – att få René Malaise så förälskad att han ville gifta sig med henne. Men först reste hon runt med Carin Waern Frisell i Spanien och i Asien via New York, San Francisco och Hawaii. De stannade fem månader i Japan där Nordström samlade material till en planerad reportagebok. De fick se och uppleva unika miljöer och kulturarv, men också mänskliga tragedier, som förödelsen efter en jordbävning i Kinosaki i Tajima 1925. Där hittade de en liten flicka, som satt ensam kvar bland resterna av sitt hem där hennes familj precis hade förintats tillsammans med många andra av byns invånare. Nordström fångade flickans rädda, vilsna blick med sin kamera, och bilden publicerades i hennes reportage Byn som sopades bort i nr 28 av Vecko-Journalen 1925.
René Malaise skulle ha mött upp sin blivande fru Ester Blenda Nordström efter hennes och Waern Frisells vandring runt berget Fuji, men han dök aldrig upp på den avtalade tiden och platsen. Just då kämpade han för sitt liv mot elementens raseri uppe i bergen på Kamtjatkahalvön tillsammans med sin kollega Carl Sjöblom och missade därför båten till Japan. Nordström var helt ovetande om vad som hade hänt när hon tog en pråm till Kamtjatka och efter en sjösjukefylld seglats steg iland blek, mager och förbannad. Två dagar därefter, 31 augusti 1925, gifte hon sig med den ett år äldre René Malaise. De upprättade ett äktenskapsförord om att all egendom var enskild, och de hade inte gemensamt sovrum. Hon skulle komplettera expeditionen som stillbildsfotograf, hundspannsförare och hushållerska.
De tre svenskarna kom in i byn Kljutjis gemenskap och lokala kultur med ständiga intag av alkohol. Svenskarna brände sprit efter egna recept och bjöd sina nya vänner generöst under festerna som hela tiden avlöste varandra. Pengarna började tryta och Ester Blenda Nordström skrev hem efter mer. Medan hon väntade på pengar hemifrån försörjde hon expeditionen som likfotograf.

Efter ett och ett halvt år i Sibirien påbörjade Ester Blenda Nordström resan hem till Sverige i juni 1927, tillsammans med Carl Sjöblom medan René Malaise stannade kvar med oklara planer. Efter hemkomsten bosatte sig Nordström hemma hos sin mor Lotten på Ekefors och började skriva sin poetiska reseskildring om Sibirien, Byn i vulkanens skugga. Modern dog senare samma år och Ester Blendas syskon bestämde att Ekefors skulle säljas.

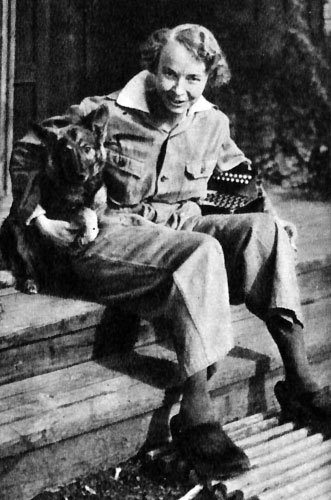
Ester Blenda Nordström omkring 1930.

 1929 blev skilsmässan klar mellan Ester Blenda Nordström och René Malaise, som då kommit från Kamtjatka till Sverige. Han nämndes knappt i reportageboken Byn i vulkanens skugga som utkom året därpå. Statens museer för världskultur har dock kvar fotografier och annat material efter deras gemensamma Kamtjatka-resa.
De hälsoproblem Ester Blenda Nordström hade fått under tiden i Kamtjatka förvärrades gradvis. Det visade sig vara tuberkulos, vilket botades med kvävebehandling under åtta månader på sanatorium. Samtidigt oroade sig familjen Nordström över Ester Blendas tilltagande alkoholism.

### En egen gård
1930 blev Ester Blenda Nordströms dröm om en egen gård verklighet genom arrende av Bjursnäs i sörmländska Björnlunda. Det var hennes första riktiga hem vid fyllda 40 år. Där bodde hon med två hundar, två katter och en gris, arbetade hårt i trädgården och dövade sina magsmärtor med sprit och bröstkakor med opium.
Hennes brorsbarn och särskilt guddottern Gunilla kom ofta på besök, liksom vännerna från Ligan och Elin Wägner. Carin Waern Frisell återkom så småningom, fem år efter att de hade skilts åt i Japan och på varsitt håll ingått äktenskap – Carin med journalisten och författaren Gustaf Hellström.

### Rackarungens fortsatta liv
1931 utkom Patron Ann-Mari: rackarungen blir bonde. Denna, den efterlängtade fortsättningen på En rackarunge och 15 år: några blad ur en rackarunges liv fick applåder av recensenterna. I boken tar Ester Blenda Nordströms fiktiva alias studenten med ett nödrop, studerar i Oxford och köper för ärvda pengar ett eget torp.
Nästa del i serien, Patron förlovar sig, påbörjades nästan omgående och liksom övriga delar i nära samarbete med Elin Wägner. I den boken kommer Ann-Mari in på en lantbruksutbildning som ensam flicka bland idel bondpojkar, kör motorcykel, svär uttrycksfullt och lever ett självständigt liv. Efter utgivningen 1933 skrev Dagens Nyheters skribent Eva von Zweigbergk att Nordströms rackarunge var på väg att bli lika odödlig som Anne på Grönkulla av Lucy Maud Montgomery. Men så blev det inte trots att bokserien trycktes om i ständigt nya upplagor av Bonniers Folkbibliotek under nästan 20 års tid. Det blev istället Astrid Lindgren som kom att hyllas för sina påhittiga och nyskapande bokfigurer och fick äran av att ha skapat det som kom att kallas "Den första moderna barnboken", då Pippi Långstrump kom ut 1945.
Först 2011 kom Eva Wahlströms omdebatterade avhandling Fria flickor före Pippi: Ester Blenda Nordström och Karin Michaëlis: Astrid Lindgrens föregångare, där Wahlström krävde en revidering av historieskrivningen. Wahlström visade att Astrid Lindgren hade inspirerats starkt av både den danska författaren Karin Michaëlis och Ester Blenda Nordström. Deras huvudpersoner Bibi respektive Ann-Mari uppvisar både språkligt och i handlingen många paralleller till främst Pippi Långstrump, men även till Emil i Lönneberga.

### Början till slutet
I februari 1933 lades Ester Blenda Nordström in på Ulricehamns sanatorium och badanstalt. Hon var då svårt alkoholiserad och hade usla värden i kroppen, men lyckades lappa ihop sig och fick uppleva en ny vår på Bjursnäs.
I september 1934 tog hon av misstag en överdos lugnande medicin, men klarade sig och lovade familjen att dra ned på alkoholen och sköta sig. Carin Waern Frisell tog med henne till sitt sommarhus på Utö för att se till så hon återhämtade sig och gick upp i vikt. Waern Frisells make Gustaf Hellström var då bannlyst från ön av öborna efter att han i sin senaste roman Storm över Tjurö skrivit om verkliga personer och händelser på Utö, och deras äktenskap var på upphällningen.
1936 fyllde Ester Blenda Nordström 45 år, och hon hade i smyg ökat sitt intag av opiumkakor. Ekonomiskt stod hon på ruinens brant, lånade pengar av Waern Frisell till arrendet för Bjursnäs och mat och sålde sitt Zornporträtt. Hon skrev även till Selma Lagerlöf som satt på stol nummer 7 i Svenska Akademien och anhöll om bidrag ur fonden för behövande författare. Hon fick svar från Selma Lagerlöf, men inga pengar från Svenska Akademien.
4 januari 1937 drabbades Ester Blenda Nordström av en stroke, och familjen turades om att sitta vid sjuksängen hela vårvintern. När hon väl tog sig upp skrev hon mödosamt ett brev på skrivmaskinen till brodern Frithiof och hans familj om hur hon hade bränt sitt ljus från båda håll, men inte ångrade en sekund därav. Frithiof svarade i vredesmod:
| ”                    | Du brände ditt ljus från ändarna två, du brände det dag och natt och om det haft fler, du bränt dem också med lust och med glädje och skratt. Men hade du aldrig en tanke därpå, den sorg du gjorde din mor och din far och oss syskon som sågo därpå och ledo mer än du tror? | „ |
| – Fritihof Nordström | |   |

Svaret skakade om Ester Blenda Nordström och återgav henne livsgnistan, liksom Waern Frisells beslut att skilja sig från sin make. Hon vek knappt från Nordströms sida, och i maj samma år flyttade de tillsammans med en privatsköterska till Utö för sommaren. Nordström blev bättre, men inte tillräckligt bra, med ständiga svimningsattacker och epileptiska anfall.
I mars 1938 ansökte Ester Blenda Nordström hos Stockholms rådhusrätt om att bli omyndigförklarad och att hennes bror Frithiof skulle bli hennes förmyndare.
Under vinterhalvåret bodde Nordström i en liten tvårumslägenhet med kokvrå på Vikingagatan 34 i Stockholm. Huset ägs fortfarande av Stiftelsen Isaak Hirschs minne, som enligt stadgarna ska “bereda billiga bostäder åt dem, som sett bättre dagar, men ej längre hava råd att bekosta hyran”. Waern Frisell bodde kvar hos sina åldrade föräldrar vid Karlavägen i Stockholm, men var ofta hemma hos Nordström och hjälpte privatsköterskan med vården. På senvårarna flyttade de ut till Utö och stannade där tills svampsäsongen var över. De var oftast på tu man hand, eftersom Nordström inte längre ville träffa sina gamla vänner och endast familjemedlemmar var välkomna att hälsa på.
Ester Blenda Nordström dog vid 57 års ålder den 15 oktober 1948 på Serafimerlasarettet i Stockholm i sviterna efter en lunginflammation. Hon ligger begravd på Boo gamla kyrkogård.

## Förebilder och efterföljare

### Föregångare
Även om det inte finns några konkreta belägg för att Nordström inspirerats av henne, finns slående likheter mellan Ester Blenda Nordström och den amerikanska journalisten Nellie Bly (1864–1922).  
Nordström och Bly var pionjärer inom undersökande journalistik som båda blev kända genom att tidigt i sina karriärer skriva reportage under täckmantel, en då mycket ovanlig metod som idag kallas wallraffande. I Blys fall handlar det om ett reportage från 1887, cirka 30 år innan Nordströms En piga bland pigor. Efter att ha hört rykten om missförhållanden på dårhuset Blackwell Islands i New York, låtsades Bly vara sinnessjuk för att bli intagen där. Detta resulterade i en serie tidningsartiklar som sedan sammanställdes i boken Ten Days in a Mad-House.
 

Utöver likheterna vad gäller undersökande journalistik var båda tidiga kvinnliga krigsreportrar. Under första världskriget rapporterade Nellie Bly från Europa som den första amerikanskan i en sådan roll. Efter kriget återvände hon till New York och arbetade på The Evening Journal fram till sin död i lunginflammation 1922, vid 57 års ålder - samma ålder som även Ester Blenda Nordström var vid sin bortgång. 

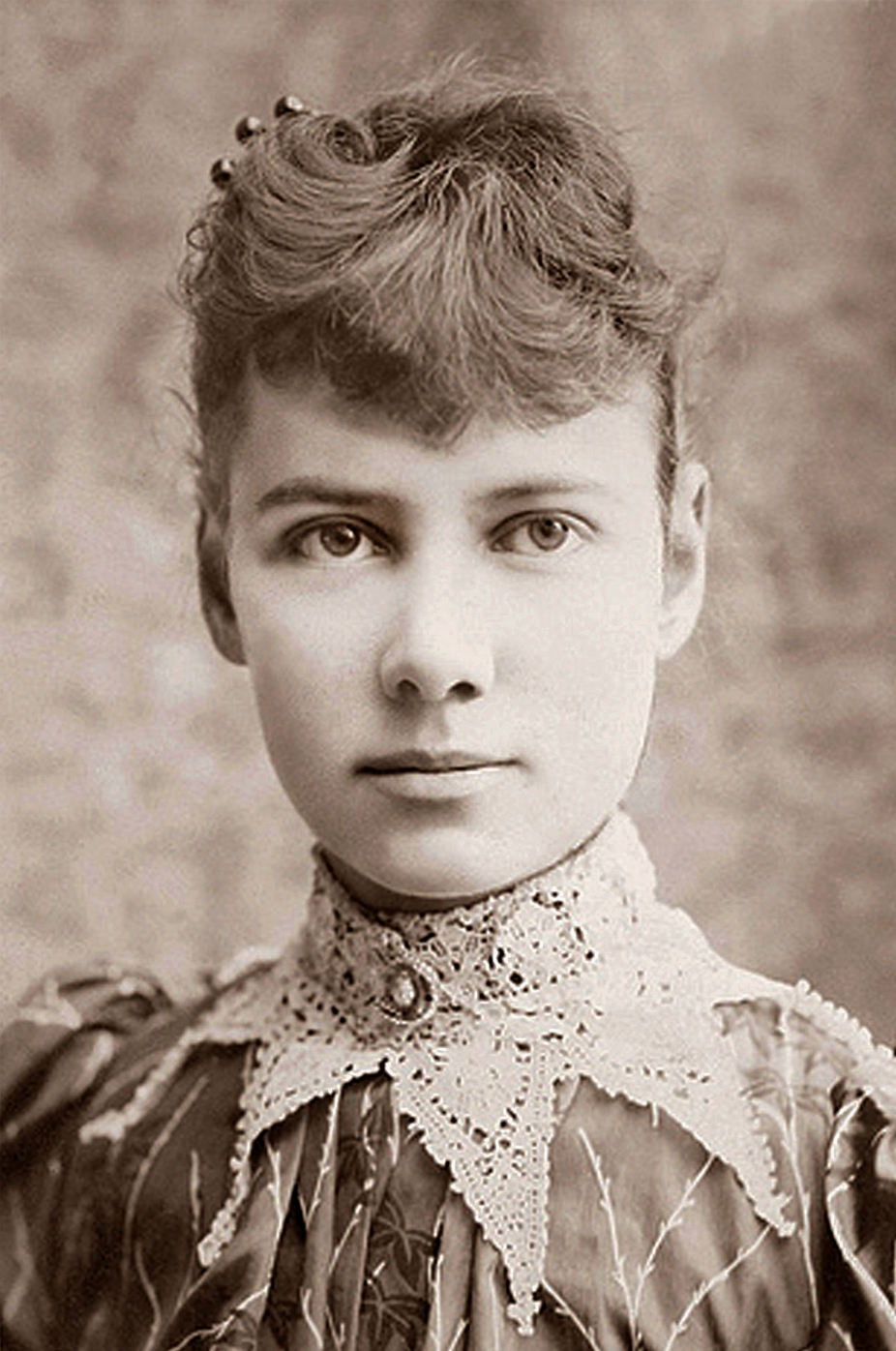
Nellie Bly, möjlig förebild, omkring 1890.

Nellie Bly var även hon en äventyrare. 1889 utmanade hon Phileas Foggs fiktiva rekord från romanen Jorden runt på 80 dagar. Utan eskort och med hjälp av diverse färdmedel, lyckades hon resa jorden runt på 72 dagar, 6 timmar, elva minuter och 14 sekunder.
Både Bly och Nordström skrev om kvinnors utsatta ställning och social rättvisa, och deras skarpa pennor i kombination med deras banbrytande och djärva handlingar har gjort att de på var sitt håll blivit till förebilder inom kvinnorörelsen. 

### Efterföljare
Ester Blenda Nordström inspirerade andra svenska journalister, som Barbro Alving (1909–1987) med signaturen Bang, som gick i Ligans och Ester Blendas fotspår och rapporterade från Olympiska sommarspelen 1936 i Berlin, spanska inbördeskriget. Under andra världskriget var Bang i Norge och fick ta sig fram på skidor precis som Ester Blenda under finska inbördeskriget.
Även Alma Braathen (1906–1967), som skrev under signaturen Brodjaga var troligtvis inspirerad av Ester Blenda Nordström. Brodjaga blev känd för sina intervjuer och reportageresor i 1930- och 1940-talets Europa. Förslaget att använda signaturen "Brodjaga", ryska för "luffare", fick hon av Aleksandra Kollontaj, som var Sovjetunionens minister i Stockholm 1930–1945, från 1943 med ambassadörs rang.
Under finska vinterkriget (1939–1940) arbetade hon som krigskorrespondent, och reste även till Nordnorge för att intervjua norrmän och allierade på uppdrag av Dagens Nyheter. Efter andra världskriget reste hon till Grekland, Palestina, Turkiet, Mesopotamien och Egypten och skrev artiklar samt boken Blå lyckofågel i Orienten. Under 1960-talet genomförde hon reportageresor till Bulgarien, Sibirien och Algeriet.

### Filmatiseringar
Flera av Nordströms böcker har blivit föremål för filmatiseringar. Det gäller bland annat En piga bland pigor, som 1924 blev en spelfilm med samma namn i regi av John W. Brunius och med Magda Holm som titelns piga Alice. Året före hade Fredrik Andersons En rackarunge haft premiär, med Elsa Wallin i rollen som "rackarungen" Ann-Mari.